# 仮面天使
『仮面天使』（かめんてんし）は、若菜将平による日本の漫画作品。講談社発行の『月刊アフタヌーン』にて1996年12月号から2000年2月号まで連載された。単行本は全5巻。特撮テレビ番組『仮面天使ロゼッタ』との関連性はない。

## ストーリー
天使のように可愛らしい小学4年生の七瀬加利奈と、頭脳明晰な小学6年生の塚本浩一。そして彼らの周囲の子供たちが、理不尽な校則を押し付ける横柄な教師や世間の大人たちを、率直な言葉や奇抜な手段でやり込める痛快な物語。

## 登場人物
七瀬 加利奈（ななせ かりな）
主人公。高見小学校4年3組のリーダー的存在。
天使と言うに相応しい美麗な容貌をしているが、ガサツな態度・男言葉・スカートの中が見えても全く平気等、中身は相当やんちゃな少女。鋭い観察眼を持ち、教師の横柄さや理不尽な態度を見逃さない。その度にやり込められている教師たちからは煙たがられている一方、生徒からは絶大な人気と信頼を得ている。運動神経抜群で取っ組み合いの喧嘩も強い。普段手を抜いているため成績はそれほど良くないが、稀に本気を出してテストで満点ばかり取ることもある。遅刻やサボりの常習犯だが、本人なりに通すべきスジがあるらしく、給食当番や掃除当番はサボらない。服装はドレスのような可愛らしいものが多い。父はやり手の実業家（そして加利奈を凌ぐ程の美形）、母はツリ目が特徴的な、さっぱりした性格の専業主婦。
塚本 浩一（つかもと こういち）
成績優秀・スポーツ万能な小学6年生。加利奈の従兄であり恋人。
大病院の跡取りでスタイルも抜群なため、女子に非常に人気がある。また品行方正で生徒会長も務めているため、教師の受けも良い。ただし人格者の顔は表向きのものであり、本性は腹黒。加利奈に協力してセクハラ教師や体罰教師を度々やり込めている。合気道の使い手。加利奈の身の安全がかかるとキレる。実は幼少の頃に両親を亡くしており、叔父夫婦に引き取られて育った。家族仲は良好だが、長男の自分がいるせいで親戚の期待が義弟に全く向かないことを負い目に思っている節がある。
渡辺 喜一（わたなべ きいち）
加利奈のクラスメイト。明るく能天気でいつも騒がしい、4年2組のムードメーカー。
連載当初は短髪だったが、次第に伸びて長髪になった。昔散歩中に事故で死なせてしまった飼い犬「太郎」と「次郎」のため、右耳を太郎、左耳を次郎として、赤いピアスをつけている。そのトレードマークのピアスを教師に外されそうになった際、唯一止めに入ってくれた加利奈にベタ惚れしている。
叶 究助（かのう きゅうすけ）
加利奈のクラスメイト。渡辺の親友。
成績も運動神経もよく冷静沈着…と言えば聞こえは良いが、常に無表情なため、担任曰く「なんかちょっと怖い」。かといって寡黙＝硬派というわけでもなく、（無表情のまま）意味不明なおちゃらけた行動をとるため、彼が何を考えているのかは全く不明である。年上の女子に跪いて花を捧げたり、女生徒に「アイラブきゅーちゃん（詳細不明）」を要求したりしているため、女好きと思われる。
田中今日子&山田美子
加利奈のクラスメイト。常にペアで行動している。
3年生までは双方がそれぞれのクラスの女子のリーダー格だったため、4年生になったばかりの頃の仲は険悪だった。その諍いはクラスの女子を二分するまでに至るが、どちらにも属さなかった加利奈が鶴の一声で喧嘩を収め、以後2人は親友となる。今から結婚式の費用の算段をする等、非常に現実的な性格。少々かしましい。因みに黒髪の方が今日子、三白眼の方が美子である。
水木先生
4年3組の担任。新米教師にもかかわらず問題児ばかりのクラスを受け持ってしまい苦労している。しかし他の教師とは違って子供たちの主張をむげにしたりはせず、彼らに歩み寄る姿勢も見せており、4年3組の生徒にはそれなりに慕われている。